# Petovia uniformis
Petovia uniformis là một loài bướm đêm trong họ Geometridae.